# Neottia
Genre
Classification phylogénétique
Neottia (les néotties et les listères) est un genre de plantes herbacées vivaces de la famille des Orchidaceae.
Synonyme (non accepté par ITIS)
- Listera R. Br.

## Liste d'espèces
Selon ITIS (3 nov. 2018) :
- Neottia auriculata (Wiegand) Szlach.
- Neottia banksiana (Lind.) Rchb. f.
- Neottia bifolia (Raf.) Baumbach - Listère du Sud (originaire du sud-est du Canada et de l'est des États-Unis)
- Neottia borealis (Morong) Szlach.
- Neottia convallarioides (Sw.) Rich.
- Neottia cordata (L.) Rich. - Listère cordée.
- Neottia ovata (L.) Bluff & Fingerh - Listère ovale, listère à feuilles ovales ou grande listère
- Neottia smallii (Wiegand) Szlach.
- Neottia × veltmanii (Case) Baumbach

## Autre espèce
- Neottia nidus-avis (L.) Rich. - Néottie nid d'oiseau (eurasiatique). C'est l'espèce type.